# Cantonul Bletterans
Cantonul Bletterans este un canton din arondismentul Lons-le-Saunier, departamentul Jura, regiunea Franche-Comté, Franța.

## Comune
- Arlay
- Bletterans (reședință)
- Chapelle-Voland
- Cosges
- Desnes
- Fontainebrux
- Larnaud
- Nance
- Quintigny
- Relans
- Les Repôts
- Ruffey-sur-Seille
- Villevieux